# Due biglietti perché/Se non hai pensato
Due biglietti perché/Se non hai pensato è un singolo del cantante italiano Riccardo Del Turco, pubblicato nel 1970.
In entrambi i brani la musica dell'orchestra aveva come direttore Luis Enriquez e le musiche sono de I Players.
Il distributore di questo singolo fu Messaggerie Musicali.

## Tracce
Lato A
1. Due biglietti perché (Scritto da Claudio Cavallaro, Giancarlo Bigazzi e Riccardo Del Turco)

Lato B
1. Se non hai pensato (Scritto da Alterisio Paoletti, Luis Enriquez e Riccardo Del Turco)